# Montys Loco
Montys Loco startades 1996 av Anja Bigrell och Marie Eklund. Bandet har släppte tre album på skivbolaget NONS. Montys Loco gjorde hårdpop med stora ljudbilder och experimenterade mycket med ljud och atmosfärer. Bandets fjärde album Farewell Mr. Happy, släppt i mars 2008, spelades in i Namibia under våren 2007.
Bandet upplöstes 2011.

## Medlemmar
- Anja Bigrell (text, musik, sång, keyboards, piano, slagverk)
- Marie Eklund (musik, gitarr, slagverk, producent)

## Diskografi
- Guess it's fine – 2000
- "Paisley Park" (NONS records – 2003), singel
- Keep Talking (NONS records – 2003)
- Man Overboard (NONS records – 2006)
- Farewell Mr. Happy (NONS records – 2008)

## Filmmusik
I novellfilmen Sluta stöna eller dö av Sara Kadefors (2007) är all musik skriven av Montys Loco och hämtad från albumet Man Overboard.